# Ре, Макс
Макс Ре (англ. Max Rée, 7 октября 1889 — 7 марта 1953) — американский художник по костюмам и художник-постановщик датского происхождения.
Ре изучал архитектуру в Королевской академии Копенгагена. В 1925 году он переехал в США, где первоначально работал на студии «MGM». В дальнейшем много сотрудничал с бродвейскими театрами, создав множество костюмов для популярных театральных постановок. В 1927 году Ре вернулся в Голливуд, где в последующие годы сотрудничал с кинокомпаниями «United Artists» и «RKO Radio Pictures». В 1931 году стал лауреатом премии Американской киноакадемии за лучшую работу художника-постановщика за вестерн «Симаррон».
Скончался от рака в Лос-Анджелесе в возрасте 63 лет. Статуэтка «Оскара» Макса Ре хранится в Датском институте кинематографии в Копенгагене.

## Награды
- 1931 — Премия «Оскар» за лучшую работу художника-постановщика («Симаррон»)